# Pertusaria neolecanina
Pertusaria neolecanina är en lavart som beskrevs av Lumbsch & T. H. Nash. Pertusaria neolecanina ingår i släktet Pertusaria och familjen Pertusariaceae.   Inga underarter finns listade i Catalogue of Life.